# Pseudomorpha cylindrica
Pseudomorpha cylindrica är en skalbaggsart som beskrevs av Thomas Casey. Pseudomorpha cylindrica ingår i släktet Pseudomorpha och familjen jordlöpare. Inga underarter finns listade i Catalogue of Life.